# Chris Higham
Chris Higham (eigentlich Christopher Eric Edward Higham; * 7. Juli 1930) ist ein ehemaliger britischer Hürdenläufer, der sich auf die 110-Meter-Distanz spezialisiert hatte.
Bei den British Empire and Commonwealth Games 1954 in Vancouver gewann er für England startend Silber über 120 Yards Hürden in 14,9 s. Seine persönliche Bestzeit von 14,7 s stellte er im Vorlauf auf.